# Rajongemeinde Jonava
Die Rajongemeinde Jonava (lit. Jonavos rajono savivaldybė) ist eine der 60 Selbstverwaltungsgemeinden in Litauen, im Bezirk Kaunas. Die Gemeinde umfasst die Kernstadt Jonava (26.715 Einwohner), die drei Städtchen (miesteliai) Panoteriai (399 Einwohner), Rukla (2.376 Einwohner) und Žeimiai (962 Einwohner, urkundlich im Jahre 1363 erwähnt) sowie 277 Dörfer, darunter Upninkai mit 1.019 Einwohnern. In der Rajongemeinde leben 44.007 Einwohner (Stand: 2021).

## Geographie
Die Gemeinde liegt im Tiefland Mittellitauen.
Die höchste Erhebung ist das Os Kulva, 117 Meter über dem Meeresspiegel. Die niedrigsten Orte liegen in den Tälern der Flüsse Neris und Šventoji. In der Rajongemeinde gibt es 7 Seen und 4 Stauseen. Durch die Gemeinde fließen die Neris, die Šventoji, die Lankesa (im Nordwesten), die Širvinta (am östlichen Rand der Gemeinde), die Barupė, die Lietauka, der Lokys. Durch die Stadt Jonava, das Zentrum der Rajongemeinde, fließt die Varnaka.
Es gibt viele Orte mit ausländischen Namen: Šveicarija (Schweiz), Paryžius (Paris), Londonas (London), Venecija (Venezia).
Die Nachbarn-Gemeinden sind die Rajongemeinde Kaunas, Rajongemeinde Kėdainiai,  Rajongemeinde Kaišiadorys (alle drei im Bezirk Kaunas) und die Rajongemeinde Ukmergė (im Bezirk Vilnius).

## Amtsbezirke

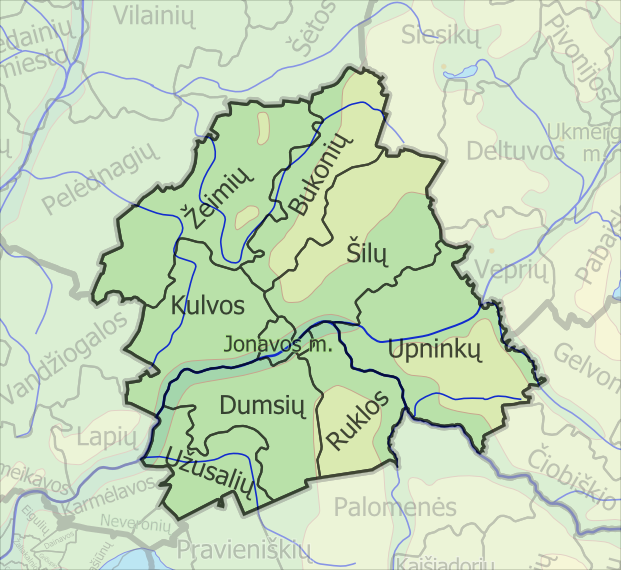
Amtsbezirke der Rajongemeinde Jonava

Bukonys, Dumsiai, Jonava, Kulva, Rukla, Šilai, Upninkai, Užusaliai, Žeimiai.

## Natur
Größte Waldgebiete sind der Bareišiai-Wald bei Šilai, der Būdų-Wald und der Gaižiūnai-Wald (bei Kaišiadorys) sowie der Pageležiai-Wald (bei  Ukmergė).
Es gibt diese staatlichen Natur- und Landschaftsschutzgebiete:
- Landschaftsschutzgebiet Lomena
- Landschaftsschutzgebiet Širvinta
- Geomorphologisches Schutzgebiet Kulva
- Hydrographisches Lietava-Schutzgebiet
- Botanisches Schutzgebiet Upninkai
- Ichthyologisches Šventoji-Schutzgebiet
- Botanisch-zoologisches Schutzgebiet Paąžuolynė (seit 2011)

## Geschichte
Žeimiai wurde 1319 von Maciej Stryjkowski (1547–1593) bei der Beschreibung der Schlacht von Gediminas mit Kreuzritterorden und 1363 Zeymen in historischen Quellen erwähnt. 1364 wurde Sviloniai in Kreuzritterkroniken und 1382 Kulva in der neuen Preußenchronik erwähnt. 1522 wurden Lipniki und Gutshof Lipniki erwähnt. Der Gutshof gehörte der Dynastie Skorulski, deswegen hieß der Ort 1592 als Skaruliai. Mitte des 18. Jahrhunderts kauften Kosakovskiai den Gutshof Skaruliai. Nach 1750 entstand am anderen Ufer der Neris das Städtchen Jonava.
Das Rajon Jonava wurde Juni 1950 aus 14 Umkreisen vom Bezirk Kaunas, 8 Umkreisen vom Bezirk Kėdainiai, 1 Umkreis vom Bezirk Širvintos und 4 Umkreisen von Bezirk Ukmergė. Von 1950 bis 1953 gehörte das Rajon dem Gebiet Kaunas in der Litauischen Sozialistischen Sowjetrepublik. Dezember 1962 wurde das Rajon Jonava an das Rajon Kaunas an-, aber 1965 wieder ausgegliedert.
1962 baute man das Stickstoffdünger-Werk G/S Azotas im Dorf Jonalaukis.
1986 wurde die Taurosta-Straßenbrücke über die Neris  in Gudžioniai,  2 Kilometer von der Stadt Jonava zur Verbindung des Chemieunternehmens „Azotas“  mit dem Dorf Laukagaliai und damit der Rajonstadt gebaut.
Am 20. März 1989 gab es eine Chemiekatastrophe  bei G/S AZOTAS. Im Betrieb nahmen etwa 1.000 Liquidatoren aus dem ganzen Litauen, Lettland, Belarus, Russland und Ukraine bei der Beseitigung von negativen Folgen der Chemiekatastrophe Jonava, der größten industriellen Katastrophe in Litauen und einer der  größeren  technogänen Katastrophen in der Sowjetunion.
Nach der Wiedererlangung der Unabhängigkeit Litauens gab es eine kommunale Reform. 1995 wurde die Rajongemeinde Jonava im Bezirk Kaunas gegründet. Die Rajongemeinde wurde in Amtsbezirke gegliedert. Der Amtsbezirk Jonava ist der größte Amtsbezirk der Gemeinde. Oktober 2009 bildete man 48 Unterbezirke (seniūnaitija).
2011  gab es in  der Šilai-Farm des Schweinefleisch-Unternehmens UAB „Beržų kompleksas“  Klassische Schweinepest und 2017 Afrikanische Schweinepest. 2011 sollten 16.000 und 2017 etwa 23.464 Schweine der gezüchteten Landrasse   getötet werden.

## Religion
1622 wurde die katholische St.-Anna-Kirche Skaruliai gebaut. 1750 baute man in Jonava die erste hölzerne und 1793 die zweite katholische Kirche.
1893 lebten 3069 Juden (92 % der 3350 Einwohner) in der Stadt Jonava.
1932 gab es in Jonava sieben Synagogen. Bisher sind vier orthodoxe Kirchen (in  Užusaliai, Rimkai, Perelozai, Baltromiškė) erhalten.
Die heutige Gemeinde ist überwiegend katholisch. Das Dekanat Jonava der römisch-katholischen Diözese Kaunas hat acht Pfarrgemeinden mit acht Kirchen (in der Altstadt Jonava, Skaruliai, Bukonys, Kulva, Panoteriai) und fünf Kapellen (in Žeimiai, Šilai und Šmatai).

## Bildung
1595 wurde die evangelisch-reformierte Schule von Žeimiai erstmals urkundlich erwähnt. Im 20. Jahrhundert gab es viele Grundschulen, die später  sich zu siebenjährigen, achtjährigen Schulen und sogar zu Sekundarschulen mit Abitur entwickelten. Die neueste gebaute Schule war die 1988 geöffnete 6. Mittelschule Jonava. Die neueste gegründete Schule ist die Neries-Hauptschule Jonava.
Schulen
- Schulen in der Stadt Jonava
- Jonas-Stanislauskas-Schule Rukla
- Schule Žeimiai
- Hauptschule Upninkai
- Schule Panoteriai
- Schule Šveicarija
- Schule Bukonys
- Schule Kulva
- Schule Užusaliai
- Grundschule Batėgala

## Gesundheit

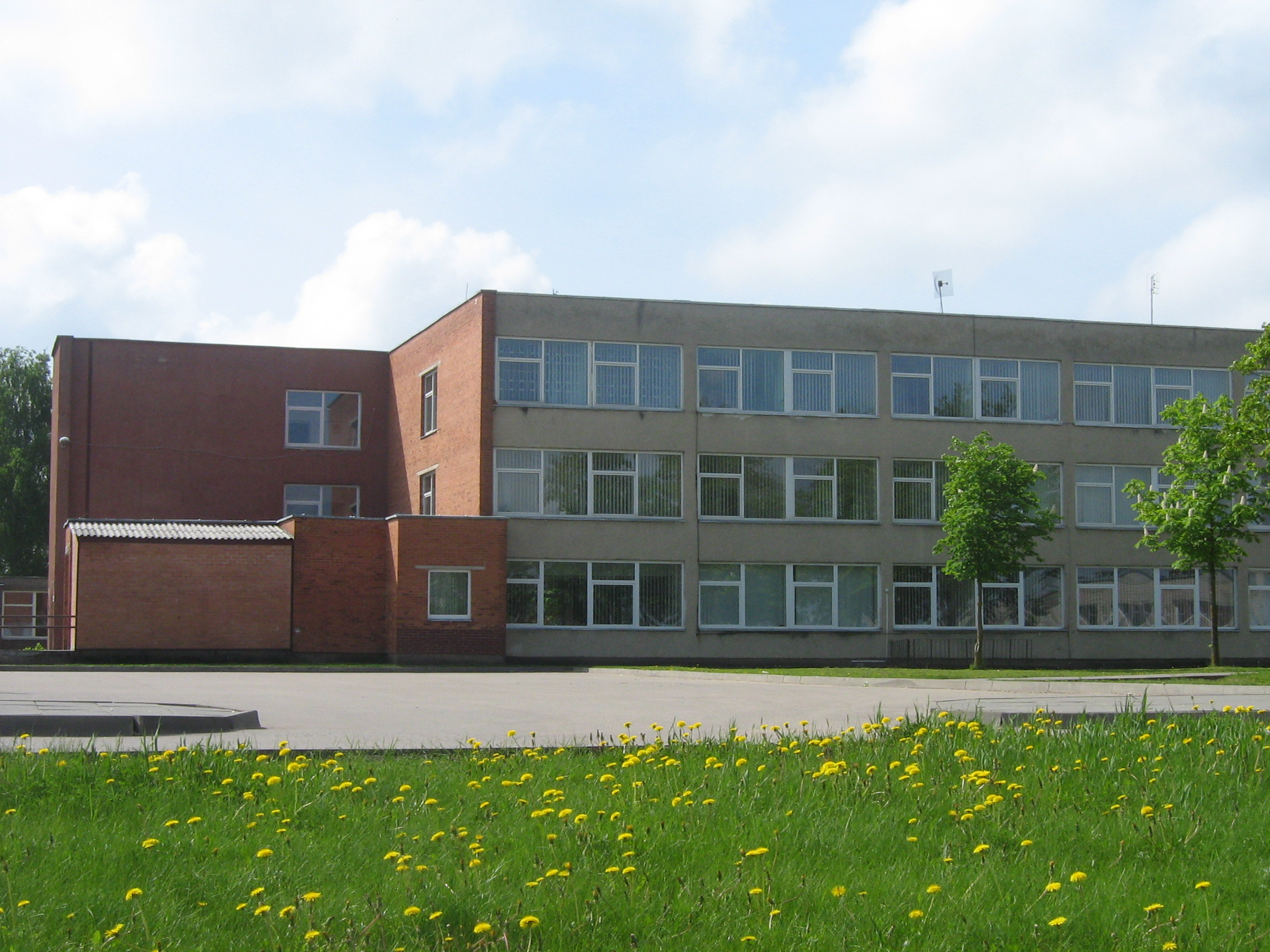
Poliklinik Jonava

Das heutige Krankenhaus Jonava wurde 1971 in Sowjetlitauen gebaut. Heute gibt es insgesamt 8 Abteilungen mit 105 Betten, 4 Betten für Anästhesiologie und Reanimation, 7 Betten für Tageschirurgie und 25 Betten für kurzfristige Behandlung, 3 Betten für allgemeine Pflege und Palliativpflege. Neben der stationären Abteilungen gibt es auch eine Konsultationspoliklinik. Hier arbeiten auch Ärzte  von der Medizinakademie der Litauischen Universität für Gesundheitswissenschaften (LSMU) und Universitätskliniken Kaunas.
Zu der Sowjetzeit wurden auch zwei Polikliniken eingerichtet: Jonavos poliklinika und Poliklinik des sowjetischen Chemiebetriebs G/S AZOTAS. Am  1. Oktober 1997 wurde die sowjetlitauische Stadtpoliklinik zum Zentrum für primäre Gesundheitspflege Jonava (lit. Jonavos pirminės sveikatos priežiūros centras). G/S AZOTAS hatte auch ein Prophylaktorium, eine medizinische Einrichtung für die Rehabilitation und  Prävention von Berufskrankheiten. Es war am Fluss Neris bei Rukla.
Die private Einrichtung Achemos poliklinika ist eine Filiale des Achema-Chemiebetriebs. Sie dient vor allem den Arbeitnehmer von den Tochterunternehmen des litauischen Konzerns Achemos grupė. Diese Poliklinik ist  zugleich eine von vielen Basis für die Facharzt-Weiterbildung in der Arbeitsmedizin von der Medizinakademie der Kaunasser LSMU-Universität.

## Militär

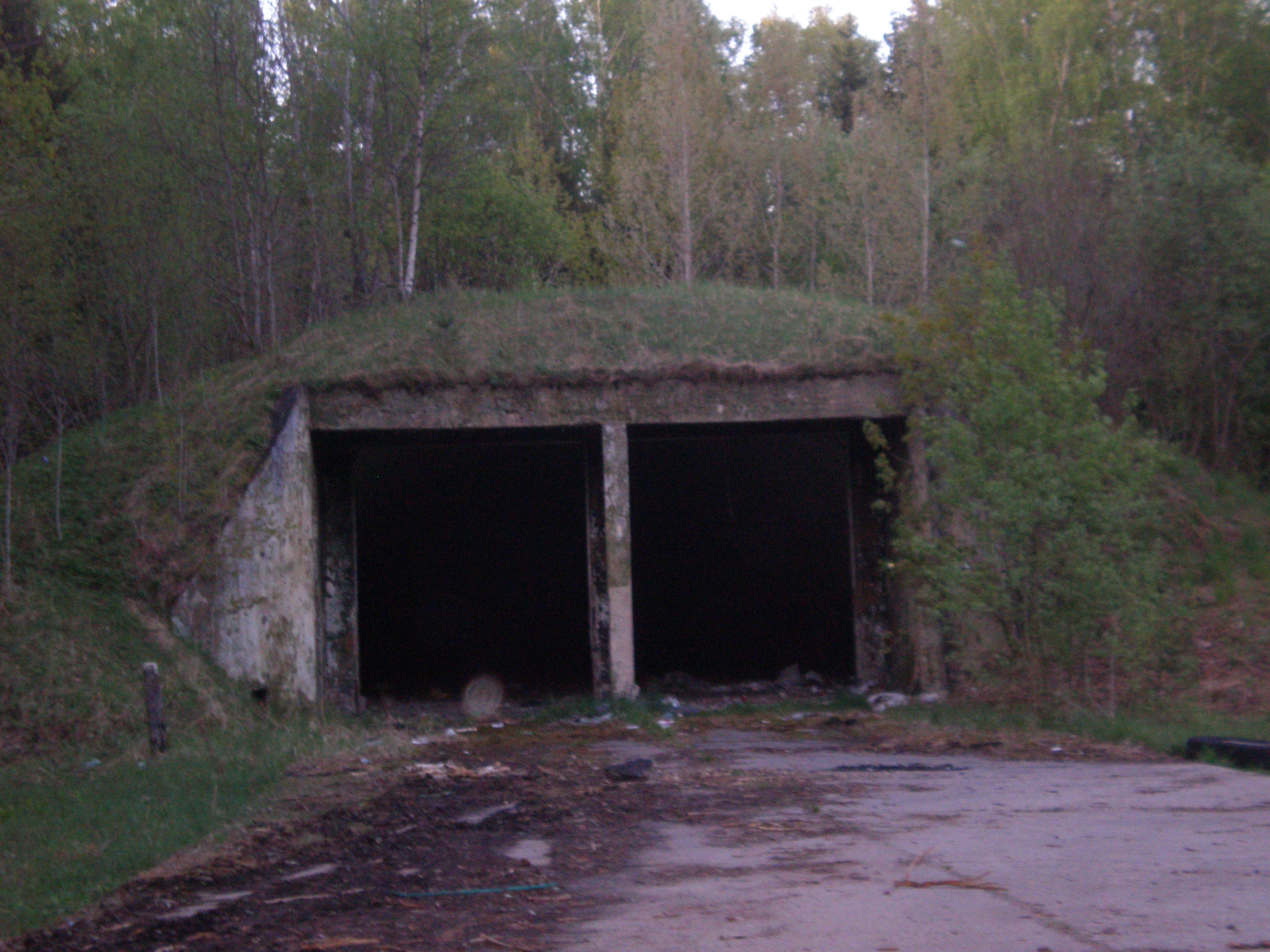
Raketenbasis Gulbiniškiai

Im Gemeindestädtchen Rukla befinden sich drei Einheiten der litauischen Streitkräften sowie NATO Enhanced Forward Presence. Früher gab es hier ein sowjetisches Militärstädtchen mit den Einrichtungen und den Einheiten der Sowjetarmee von Sowjetunion. Der Truppenübungsplatz Gaižiūnai ist seit der Zeit der Kaiserlich Russischen Armee im Russischen Kaiserreich bekannt. In Gaižiūnai wurde Aerodrome Gaižiūnai eingerichtet.
In Gulbiniškiai gab es die Raketenbasis Gulbiniškiai als ein Stützpunkt des Punkts Karmėlava vom 42. Raketenregiment der 58. Raketendivision der 50. Raketenarmee von Strategischen Raketentruppen der Sowjetunion (Hauptsitz in Smolensk, Belarus). Im Rajon Jonava gehörten die entsprechenden Bewaldungen der Militärförsterei Kaunas. Insgesamt betrug die sowjetische Militärbasis 8.000 Hektar im Rajon Jonava und etwa 3.500 ha im Rajon Kaišiadorys. Im Rajon Jonava wurden insgesamt etwa 25.000 Soldaten eingesetzt.
Das frühere sowjetische und heutige litauische Städtchen Rukla bei Jonava ist heute der größte Militärstandort Litauens. Hier sind zahlreiche Einheiten der litauischen Streitkräfte und die NATO-Battlegroup Lithuania  stationiert.

## Gemeinderat
Bei den Kommunalwahlen in Litauen 1995 bekam die konservative Partei Tėvynės sąjunga (Lietuvos konservatoriai) (TSLK) die Mehrheit (11 von 27 Sitzen). Mit der christlichen Partei Lietuvos krikščionių demokratų partija (LKDP) bildete sie eine Koalition. Der Konservator Edmundas Simanaitis wurde Bürgermeister, seiner Stellvertreter wurde der Christdemokrat Donatas Juodelė.
Bei den Kommunalwahlen in Litauen 2003	bekamen die linken Parteien die Mehrheit: die Valstiečių ir Naujosios demokratijos partijų sąjunga (VNDSP) 7 Sitze und die LSDP 6 Sitze. Entsprechend bildeten sie die Regierungskoalition.
Bei den Kommunalwahlen in Litauen 2007	bekamen die Lietuvos valstiečių liaudininkų sąjunga 7 Sitze und Tvarka ir teisingumas 5 Sitze. Sie bildeten die Regierungskoalition. Zum Bürgermeister wurde Bronislovas Liutkus (LVLS) und zum Stellvertreter des Bürgermeisters  Vytas Vaicekauskas (Ordnung und Gerechtigkeit).
2011 zogen folgende Parteien in den Gemeinderat ein (in Klammern die Zahl der Mandate): Lietuvos socialdemokratų partija (6), Lietuvos valstiečių liaudininkų sąjunga (4), Darbo partija (4), Lietuvos Respublikos liberalų sąjūdis (3), Tvarka ir teisingumas (3), Tėvynės sąjunga – Lietuvos krikščionys demokratai (3), Liberalų ir centro sąjunga (2) und Socialistinis liaudies Frontas (2). Insgesamt gab es damals 27 Plätze im Gemeinderat. Im Gemeinderat wurde der junge Sozialdemokrat Mindaugas Sinkevičius (* 1984) zum Bürgermeister gewählt (von 2008 bis 2009 war er Vizebürgermeister). Zum Stellvertreter des Bürgermeisters wurde der liberale Politiker  Remigijus Osauskas (* 1974), LRLS.
Seit 2015 gibt es nur 25 Plätze (Mandate) im Gemeinderat. 6 Parteien wurde von 2015 bis 2019 vertreten: LSDP (60 % oder 15 Mandate von 25), Lietuvos Respublikos liberalų sąjūdis (3 Mandate), Tėvynės sąjunga – Lietuvos krikščionys demokratai (2 Mandate), Lietuvos valstiečių ir žaliųjų sąjunga (2 Mandate), Darbo partija (2), Tvarka ir teisingumas (1). In den Gemeinderat konnte nur die liberale Partei Lietuvos laisvės sąjunga nicht einzogen, da sie nur 326 Stimmen erhielt.  Der Oppositionsführer wurde Remigijus Osauskas,  Leiter der liberalen LRLS-Fraktion und ehemaliger Vizebürgermeister.
Im März 2015 wurde Sozialdemokrat Mindaugas Sinkevičius zum Bürgermeister der Rajongemeinde Jonava bei den direkten Wahlen der litauischen Bürgermeister mit der Stimmenmehrheit von 71,20 % schon im ersten Wahlgang gewählt. Im Mai 2017 wurde Sozialdemokrat Eugenijus Sabutis zum Bürgermeister der Rajongemeinde Jonava bei den wiederholten Wahlen der litauischen Bürgermeister im zweiten Wahlgang gewählt, da Sinkevičius im Dezember 2016 zurücktrat, bevor er zum Wirtschaftsminister Litauens ernannt wurde; bald danach (im Oktober 2017) trat er  vom Ministeramt zurück.
Bei den Kommunalwahlen in Litauen 2019 wurde Sinkevičius wieder zum Bürgermeister schon im ersten Wahlgang gewählt, aber mit einer deutlich schwächeren Stimmenmehrheit (57,36 %) als im Jahr 2015. Seine Partei LSDP verlor die Stimmenmehrheit und bekam nur 44,04 % (11 Sitze). Die weiteren Sitze wurden folgend verteilt: Lietuvos valstiečių ir žaliųjų sąjunga (3), 	 	Der Wahlausschuss Visuomeninis rinkimų komitetas „Su Sinkevičiumi ir Osausku“ (3), 	Tėvynės sąjunga – Lietuvos krikščionys demokratai (2), 	 	Lietuvos Respublikos liberalų sąjūdis (2), 	Lietuvos socialdemokratų darbo partija (2) und Darbo partija (1).  In den Gemeinderat konnten zwei Parteien (Ordnung und Gerechtigkeit und Grünen Lietuvos žaliųjų partija) nicht einzogen, da sie entsprechend nur 389 und 369 Stimmen erhielten. Am 11. April 2019 wurde die Regierungskoalition aus LSDP, LSDDP und LRLS gebildet. Die Opposition bilden 3 Fraktionen:  „Valstiečių ir žaliųjų frakcija“, „Auganti Jonava“ und Jonavos kraštas. Der Oppositionsführer wurde Arvydas Gasys (* 1962), LVŽS.

## Bürgermeister

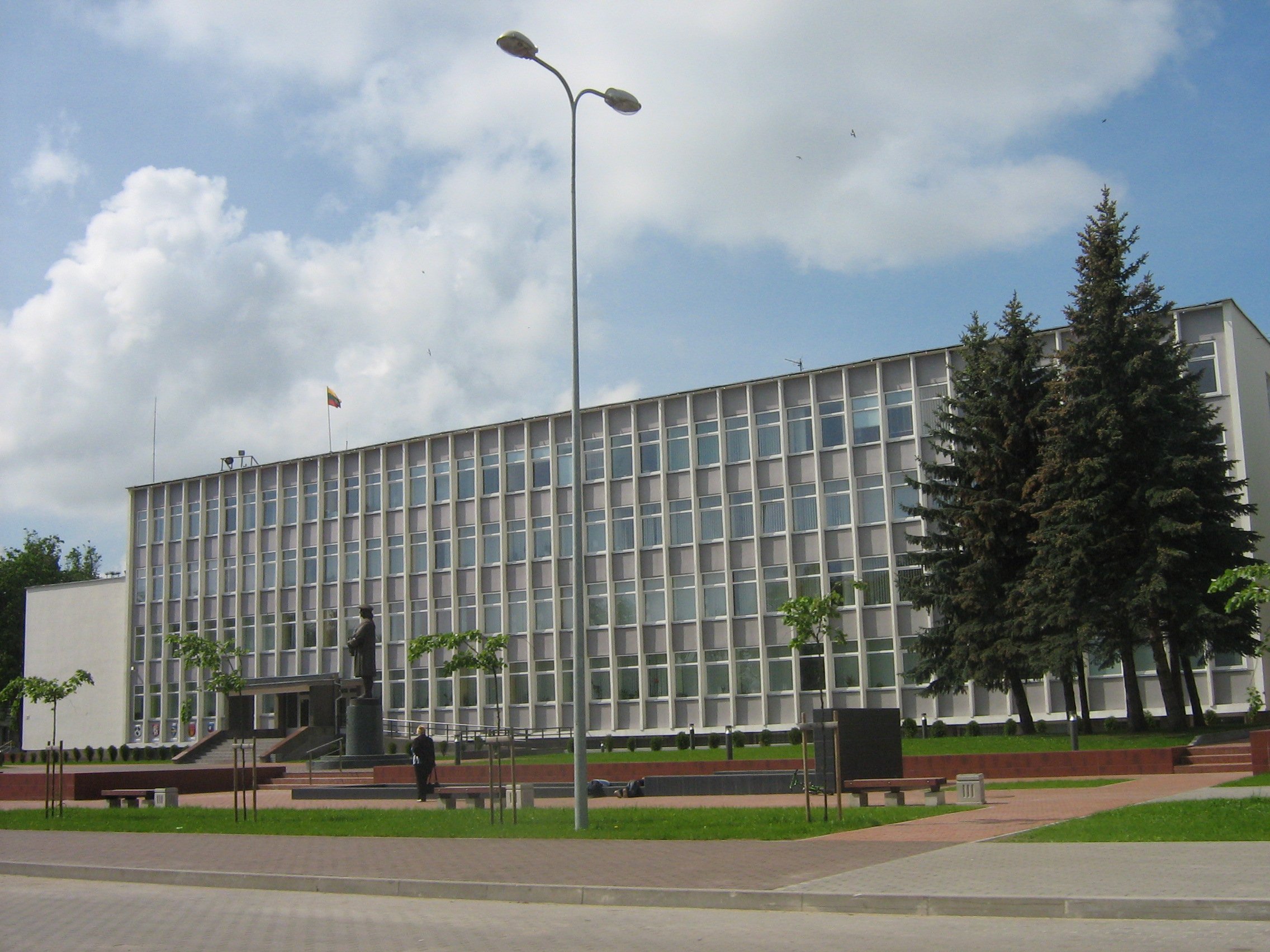
Verwaltung der Gemeinde

| Person                                         | Geburt | Tod  | Beruf              | Partei | Amtszeit   | Amtszeit |
| Person                                         | Geburt | Tod  | Beruf              | Partei | Von        | Bis      |
| ---------------------------------------------- | ------ | ---- | ------------------ | ------ | ---------- | -------- |
| Domininkas Kosakovskis                         | * 1711 | 1743 | Beamter            |        | 1740       | 1743     |
| Marija Kosakovskienė-Zabielaitė                | * 1704 | 1776 | Gutsbesitzerin     |        | 1750       | 1776     |
| Justinas Mažeika                               |        |      |                    |        | 1919       | 1920     |
| Boleslovas Romaška                             | * 1865 | 1927 | Schuhmacher        |        | 1920       | 1921     |
| Vladislavas Markevičius                        | * 1852 | 1941 | Eisenbahn-Beamte   |        | 1921       | 1924     |
| Aristarchas Jefremovas                         | * 1890 |      | Offizier           |        | 1924       | 1924     |
| Jokūbas Epstein                                |        |      |                    |        |            |          |
| Juozas Kaunas                                  | * 1870 | 1936 | Lehrer             |        | 1926       | 1935     |
| Stasys Eidukaitis                              | * 1900 | 1944 | Offizier           |        | 1935       | 1937     |
| Dovydas Rozenbergas                            |        |      |                    |        | 1937       | 1937     |
| Petras Vaitiekūnas                             | * 1891 | 1946 | Priester           |        | 1937       | 1940     |
| Kazys Alyta                                    | * 1881 | 1942 | Offizier           |        | 1940       | 1941     |
| Stasys Apanavičius                             | * 1933 | 1994 | KPdSU-Funktionär   | LKP    | 1966       | 1973     |
| Talė Stankevičienė                             | * 19?? |      | KPdSU-Funktionärin | LKP    | 1973       | 1977     |
| Edvardas Prichodskis                           | * 1936 | 2012 | Lehrer             | LKP    | 1977       | 1988     |
| Jonas Valys                                    | * 19?? |      |                    | LKP    | 1988       | 1990     |
| Vincentas Pranevičius                          | * 1938 |      | Zootechniker       | LDDP   | 1990       | 1992     |
| Edmundas Gedvila (Deputiertenrat-Vorsitzender) | * 1943 |      | Milliz-Jurist      | LSDP   | 1990       | 1995     |
| Edmundas Simanaitis                            | * 1929 | 2017 | Elektromechaniker  | TS     | 1995       | 1997     |
| Jonas Klemensas Sungaila                       | * 1948 |      | Mechaniker, Ökonom | LVP    | 1997       | 2000     |
| Egidijus Sinkevičius                           | * 1956 |      | Ökonom             | LCS    | 2000       | 2001     |
| Eugenijus Mažūnaitis                           | * 1947 | 2010 | Ökonom             | LDDP   | 2001       | 2003     |
| Bronislovas Liutkus                            | * 1960 |      | Elektroingenieur   | LVŽS   | 2003       | 2011     |
| Mindaugas Sinkevičius                          | * 1984 |      | MBA-Manager        | LSDP   | 2011       | 2016     |
| Eugenijus Sabutis                              | * 1975 |      | Philosoph, Jurist  | LSDP   | 12.2016    | 04.2019  |
| Mindaugas Sinkevičius                          | * 1984 |      | MBA-Manager        | LSDP   | 04.2019    | 09.2024  |
| Rimantas Sinkevičius                           | * 1952 |      | Chemiker           | LSDP   | 09.2024    | 11.2024  |
| Povilas Beišys                                 | * 1986 |      | Kommunalmanager    | LSDP   | 14.11.2024 |          |

## Vizebürgermeister
- 1995–1997: Donatas Juodelė (* 1958)
- 1997–2000: Edmundas Mulokas (* 1957)
- 2000–2002: Vitalija Jagelavičienė (* 1960)
- 2000–2003: Rimvydas Paškauskas  (* 1956)
- 2003–2004: Edmundas Mulokas (* 1957)
- 2004–2007: Juozas Storpirštis (* 1947)
- 2007–2010: Vytas Vaicekauskas (* 1967)
- 2008–2011: Mindaugas Sinkevičius (* 1984)
- 2011–2015: Remigijus Osauskas (* 1974)
- 2015–2017: Eugenijus Sabutis (* 1975)
- 2017–2019: Erlandas Andrejevas (* 1985)
- 2019–2020: Eugenijus Sabutis (* 1975)
- 2020–2024: Birutė Gailienė (* 1985)
- 2023–2024: Povilas Beišys  (* 1986)

## Söhne und Töchter der Gemeinde
- Laimutis Alechnavičius (* 1966), Richter am Oberverwaltungsgericht
- Konstantinas Bogdanas (1926–2011), Bildhauer und Professor
- Vladislovas Česiūnas (1940–2023), Kanute
- Jonas Gradauskas (1923–2018), Kinderchirurg
- Liubomiras Gradauskas (1929–2012), Radiologe und Professor
- Antanas Gudonavičius (1943–2002), Ingenieur, Professor
- Abraomas Kulvietis (1509–1545), Jurist und Reformator Litauens
- Vaclovas Lapė (1934–2009), Politiker und Landwirtschaftsmanager
- Vytautas Lukaševičius (1932–1994), Forstminister
- Vladas Michelevičius (1924–2008), römisch-katholischer Weihbischof
- Vaclovas Michnevičius (1866–1947), Bauingenieur und Architekt
- Juozas Mickevičius (1907–1974), Edukologe und Rektor
- Justinas Algimantas Palaima (1934–2012), Ingenieur, Prorektor
- Mykolas Požarskas (1927–1986), Jurist und Vizeminister
- Raimundas Samulevičius (1937–1981), Dramatiker und Prosaist
- Jonas Stanislauskas (1919–1976), Pädagoge und Schuldirektor
- Petras Vaičiūnas (1890–1959), Dichter, Dramatiker und Übersetzer
- Justinas Vareikis (1870–1956), Buchträger und Soldat
- Pranas Vilkas (* 1936), Ingenieur und Politiker
- Teresė Žižienė (1933–2022), Kardiologin, Ehrenbürgerin von Jonava

## Bauwerke

### Kirchen
Katholische Kirchen

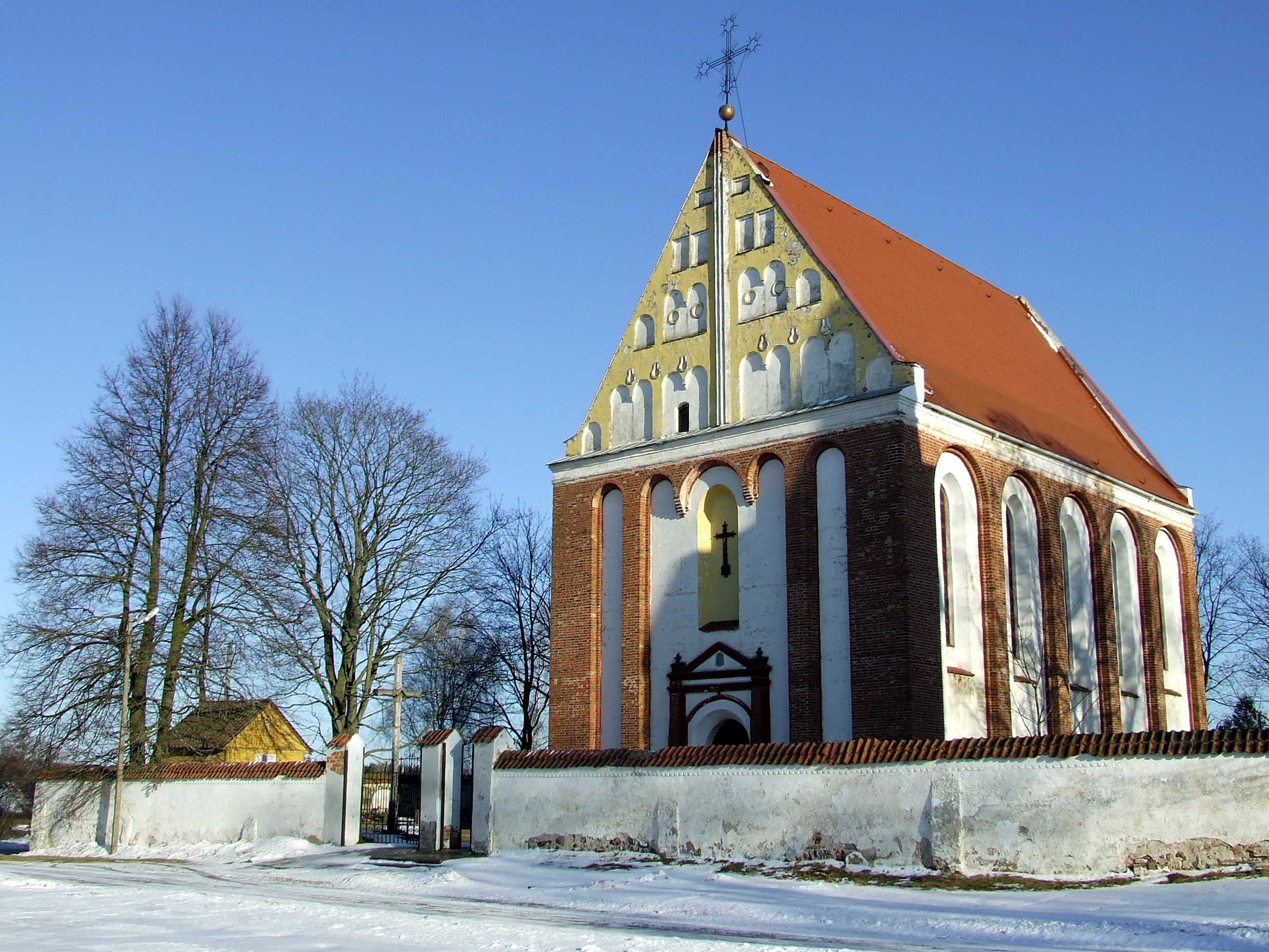
St.-Anna-Kirche Skaruliai (1622)
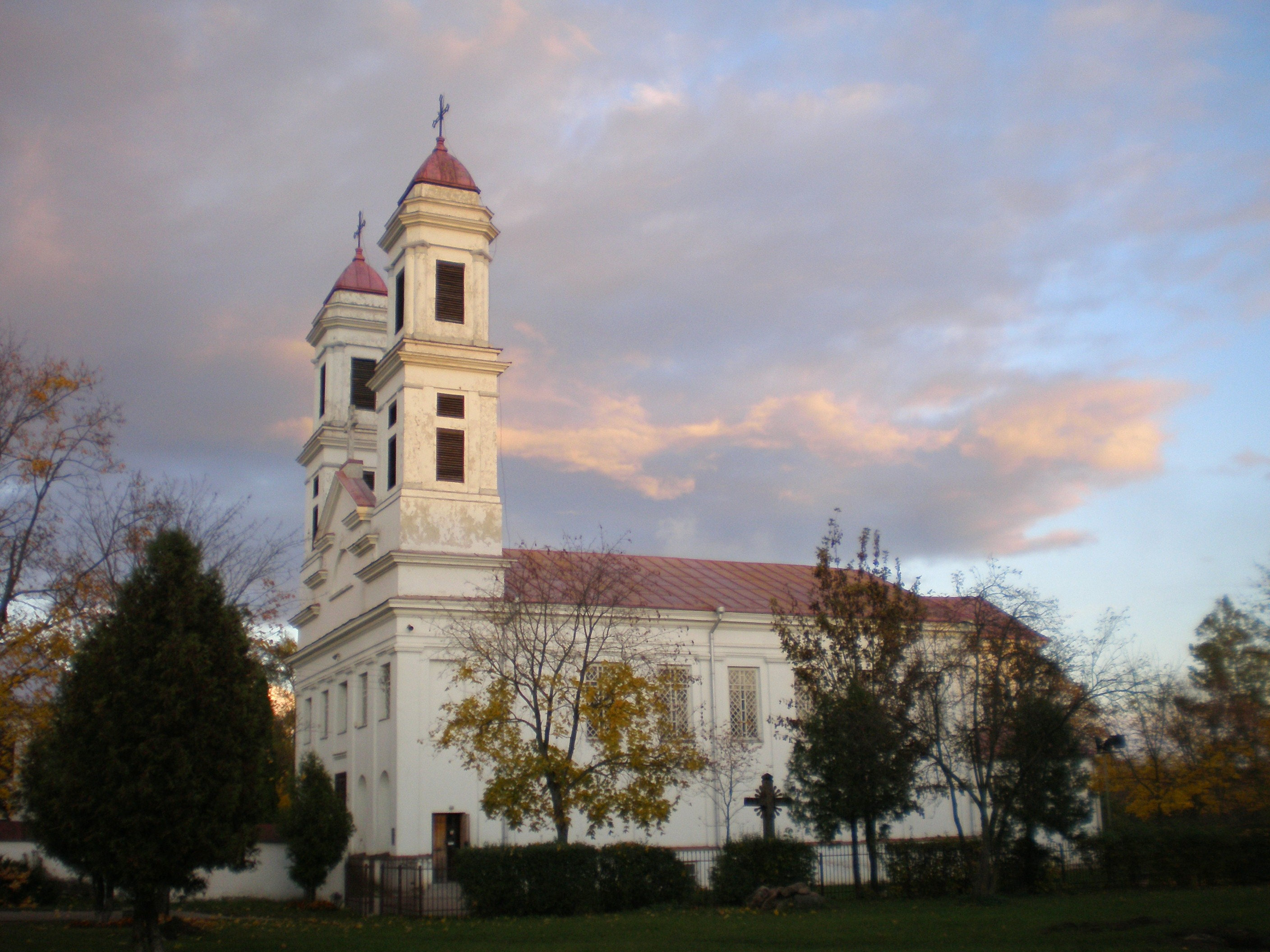
Die Kirche Jonava (1793)
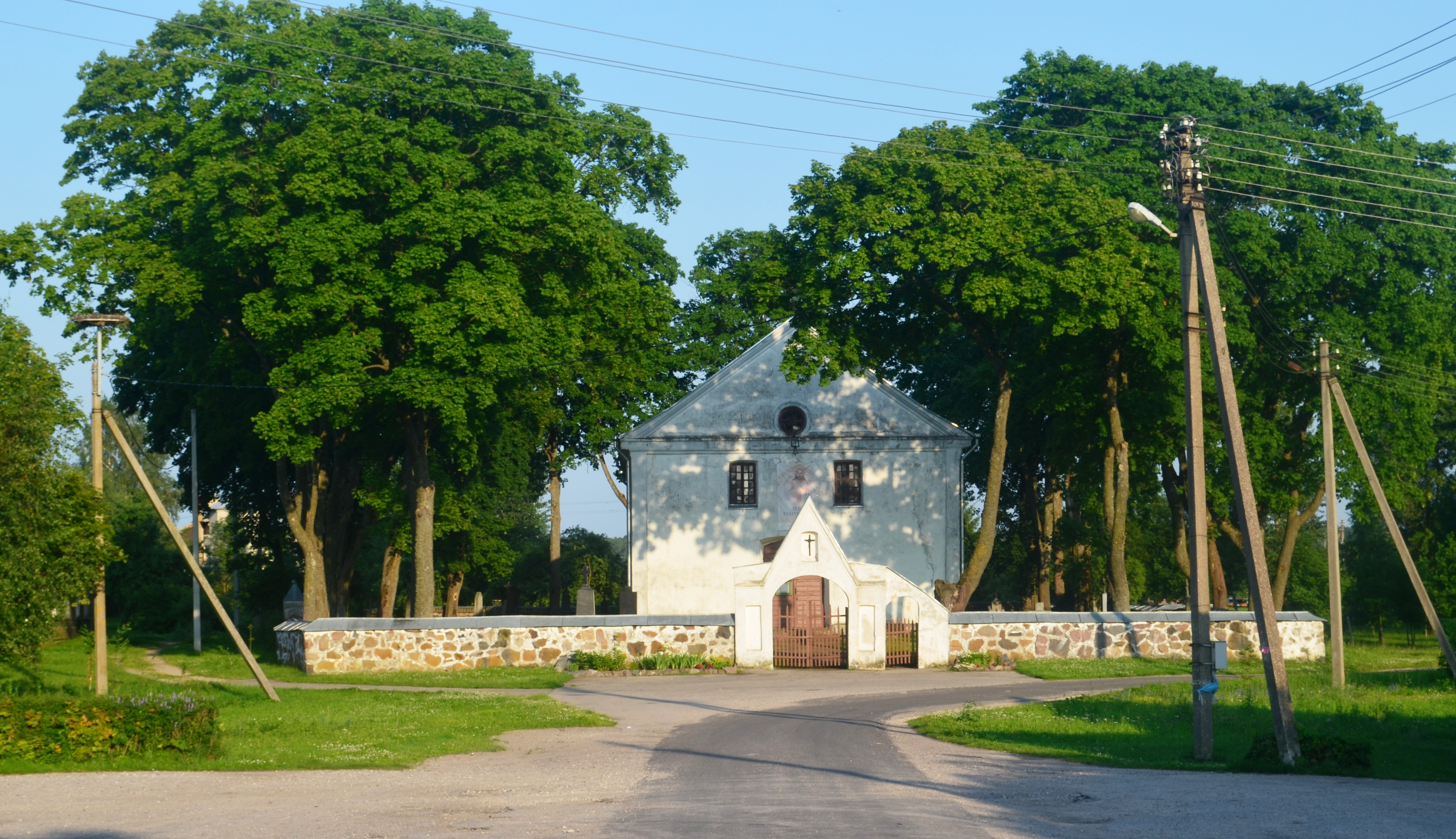
Kirche Bukonys (1829)
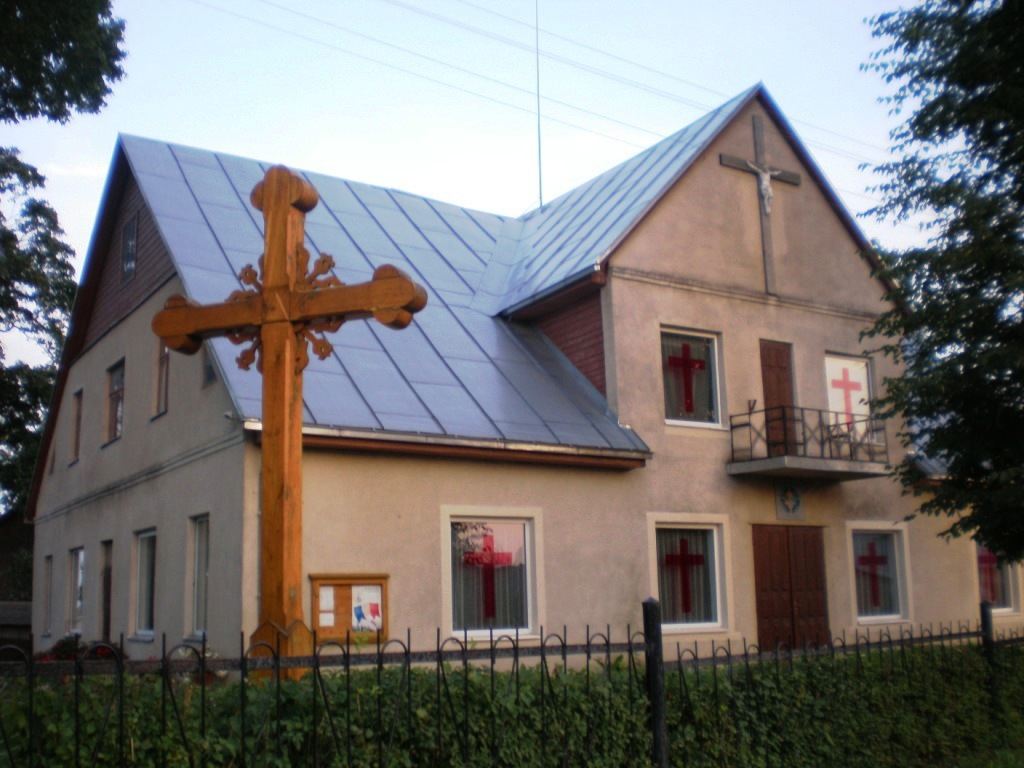
Kirche Kulva (1925)
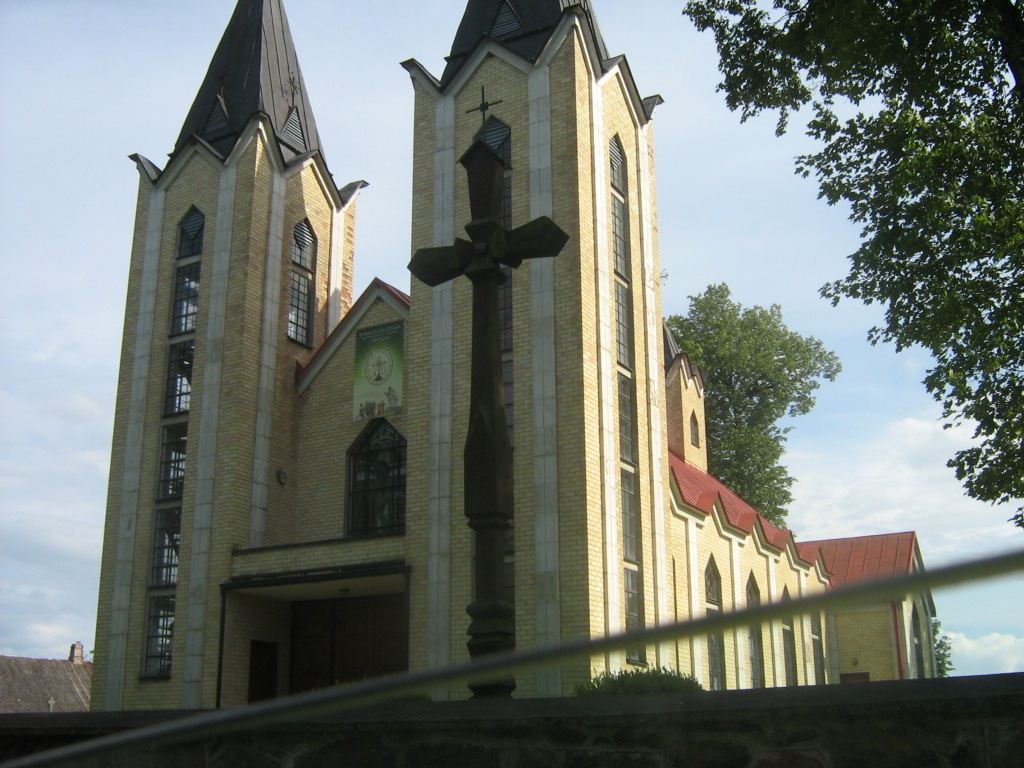
Kirche Panoteriai (1994)

Katholische Kapellen

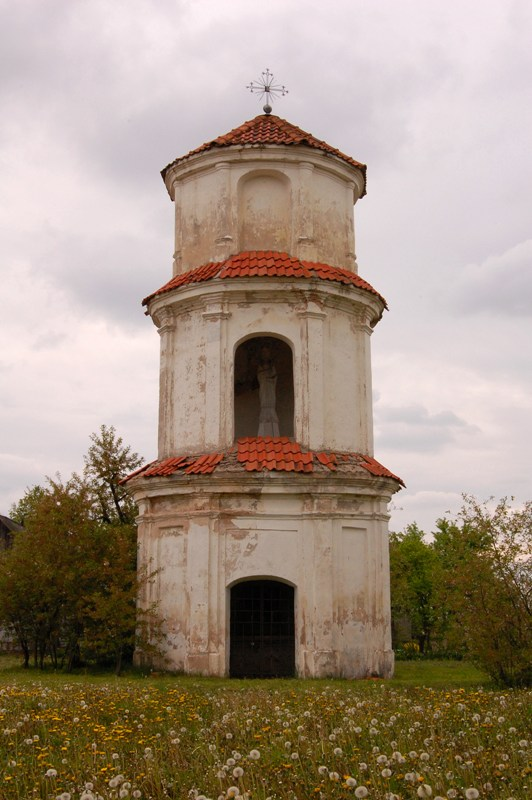
Kapelle Žeimiai (1768)
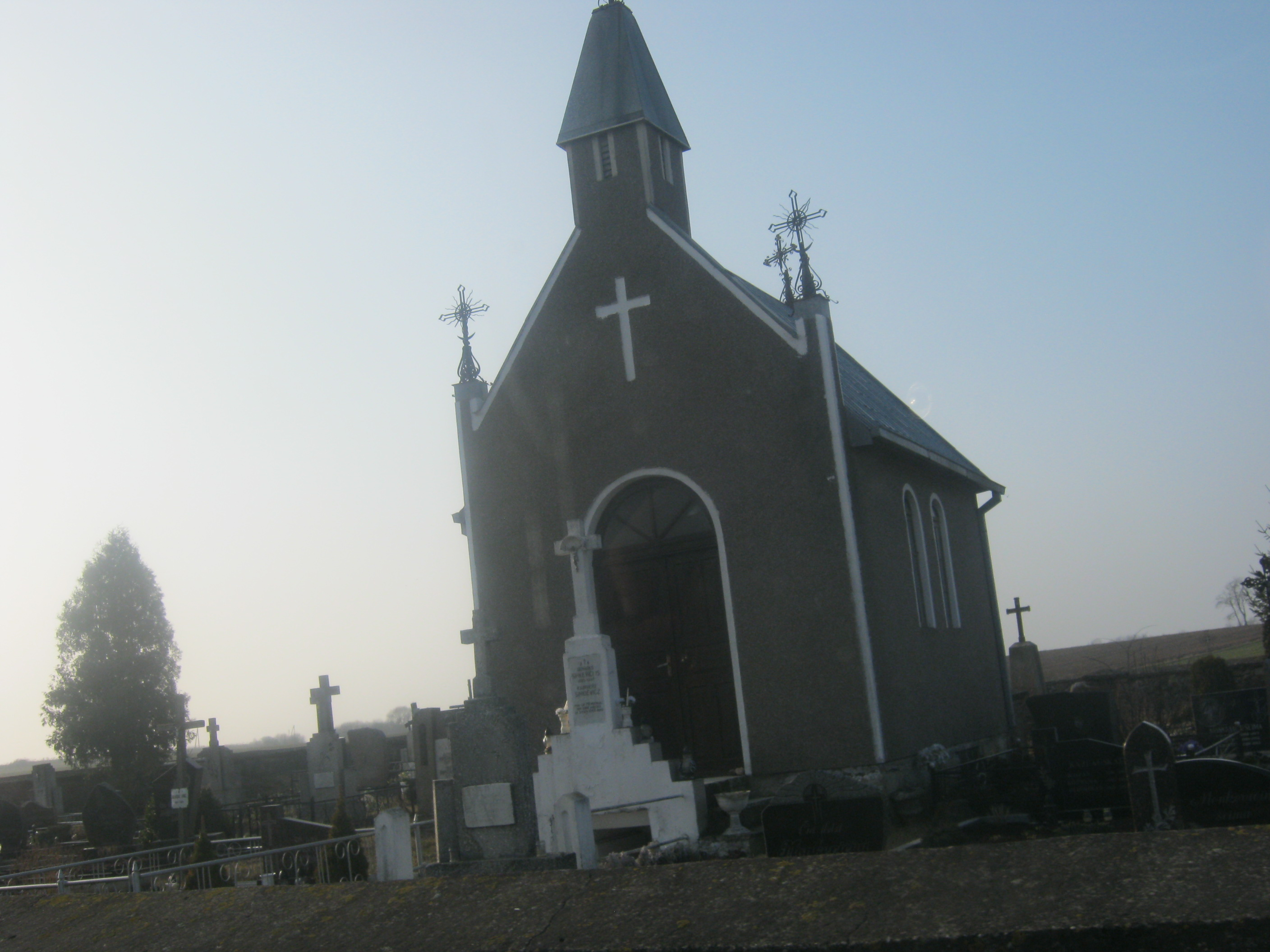
Kapelle Šilai (20. Jahrhundert)
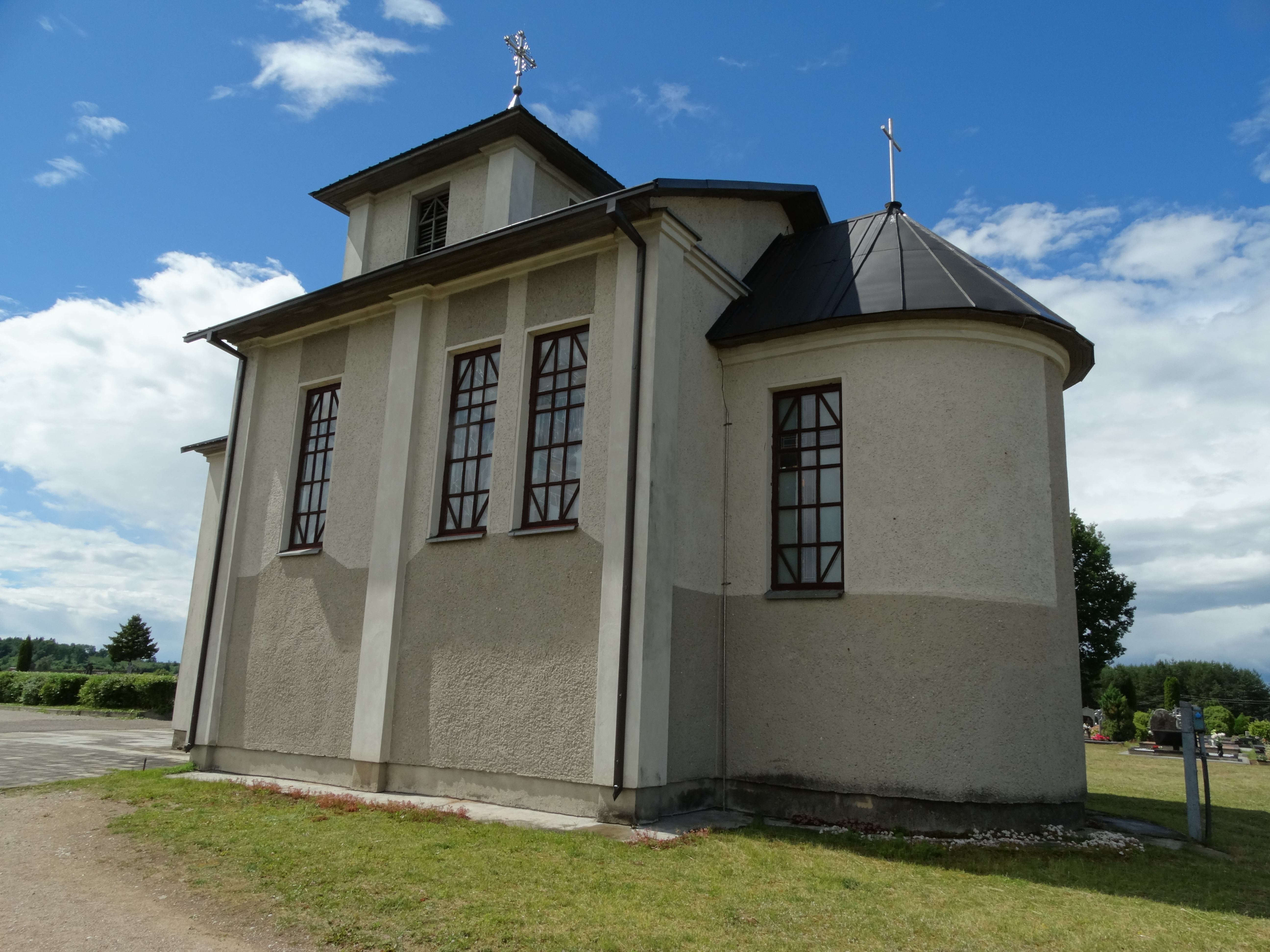
Friedhofskapelle Jonava (1992)

Orthodoxe Kirchen

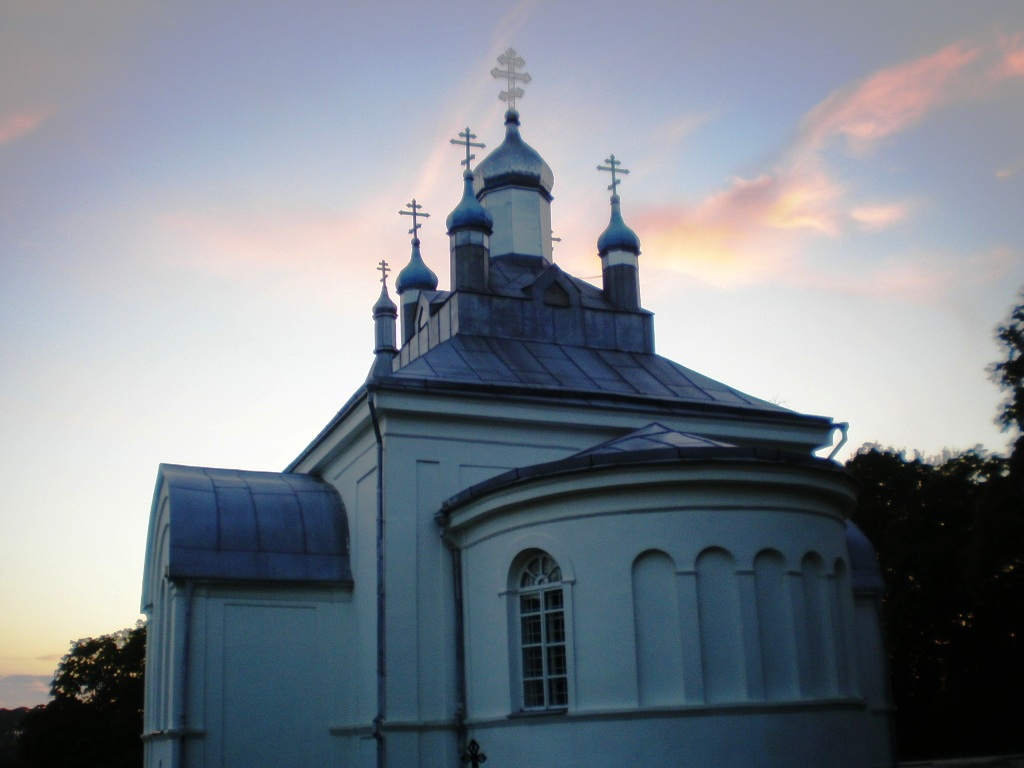
Kirche Užusaliai (1866)
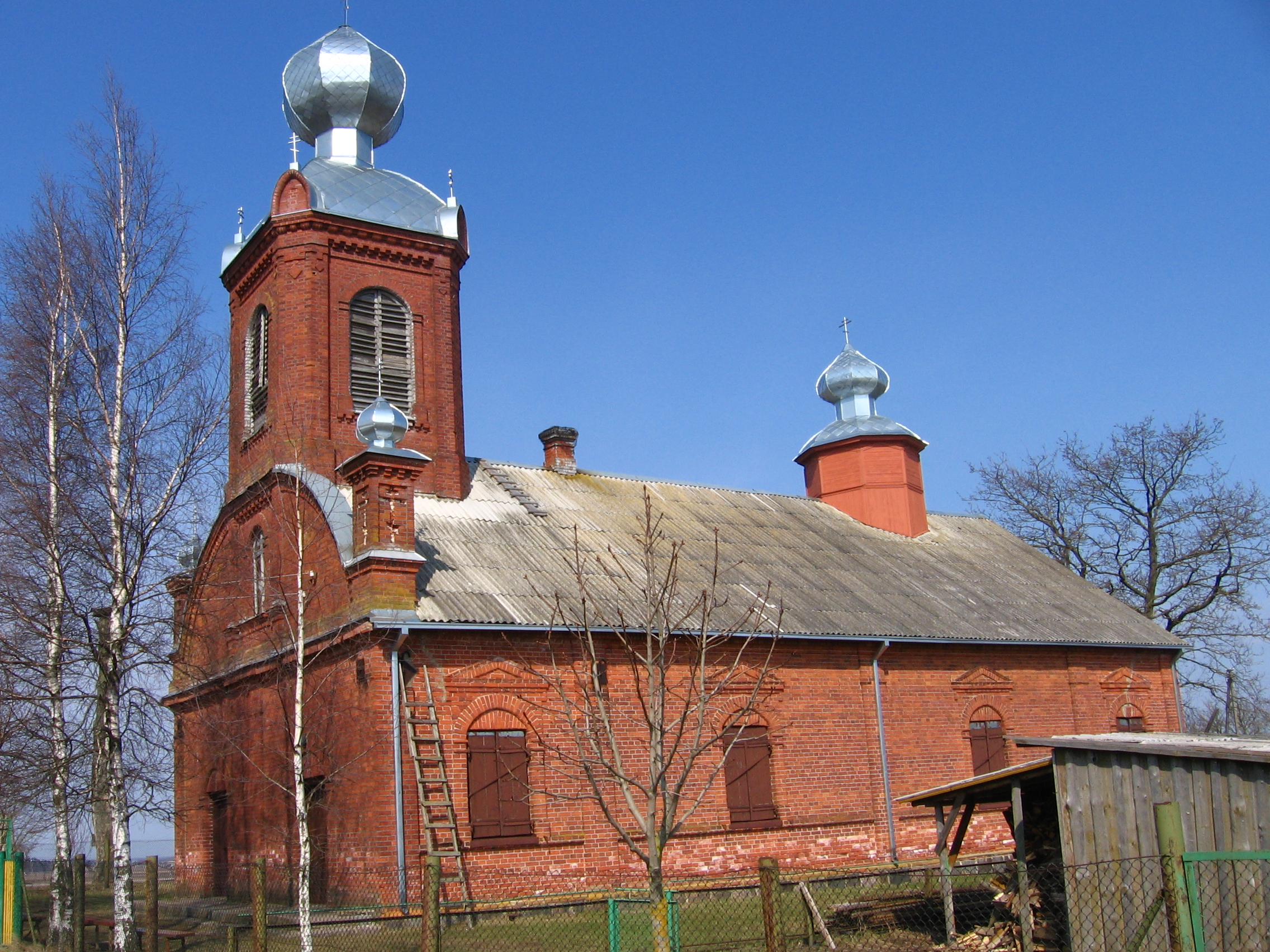
Kirche Rimkai (1900)
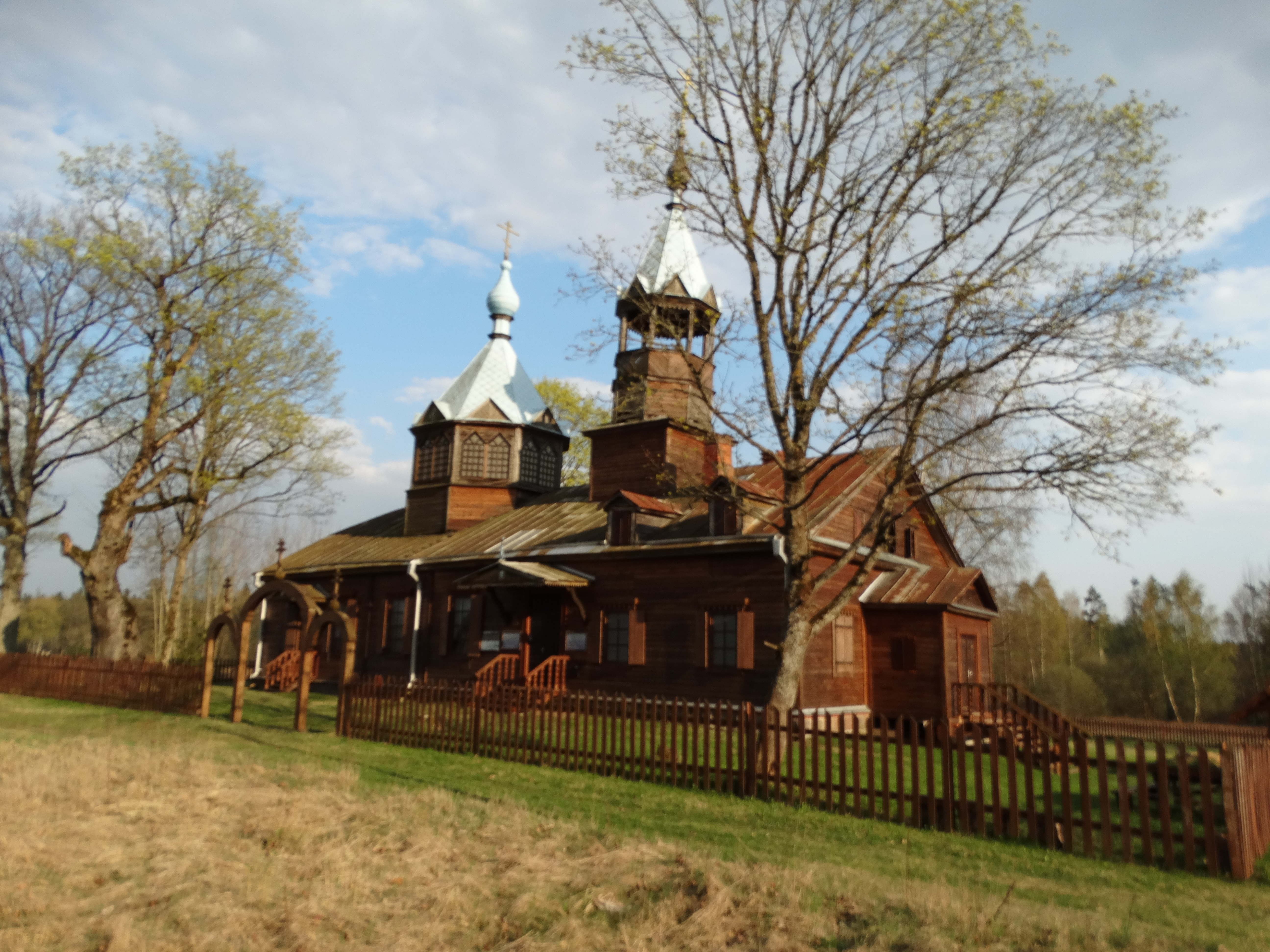
Kirche Perelozai (1905)
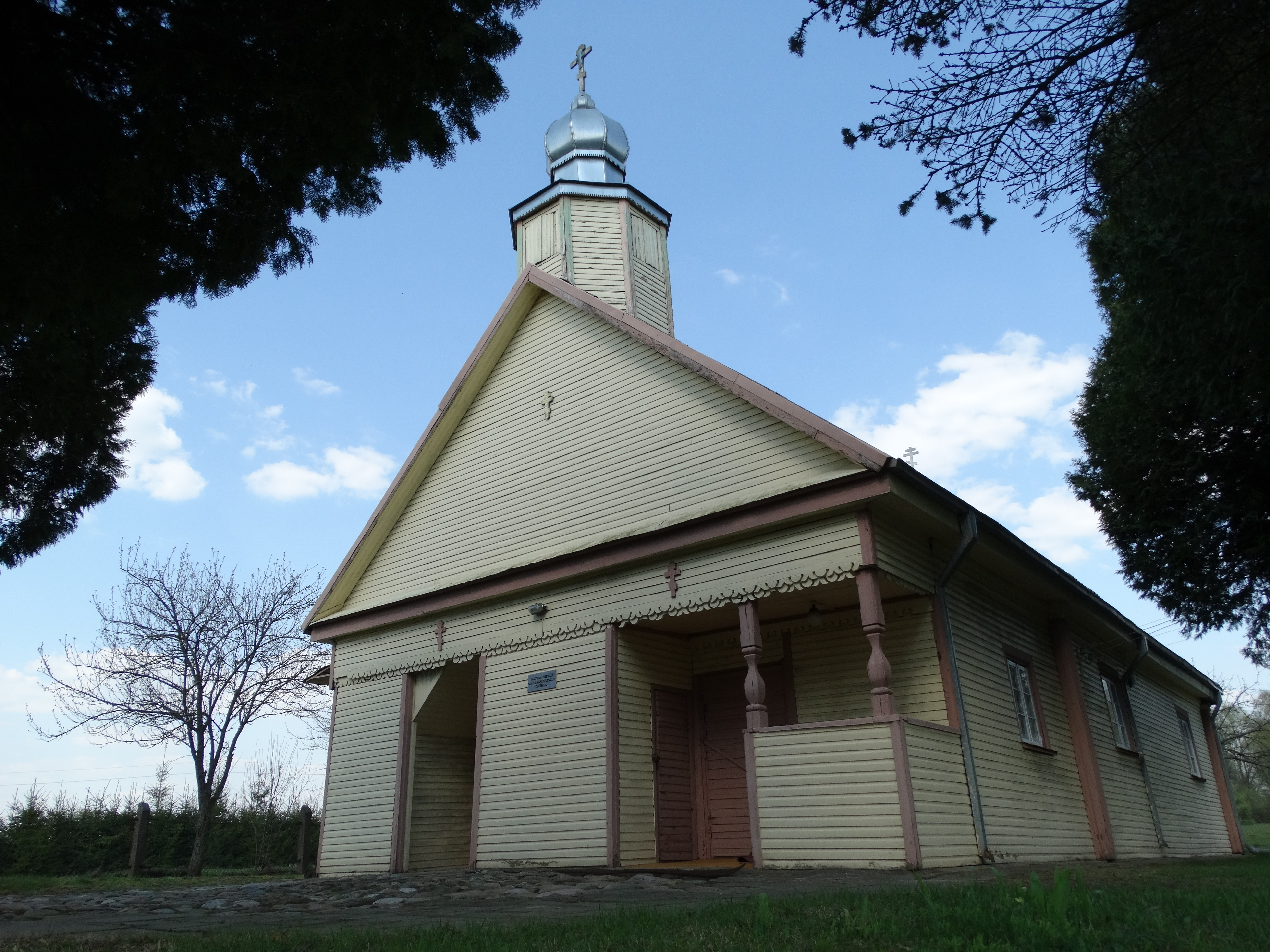
Kirche Baltromiškė (20. Jahrhundert)